# المحبر
 المحبر هو أحد الكتب العربية الذي ألفه محمد بن حبيب بن أمية بن عمرو الهاشمي البغدادي، واعتنتْ بتصحيحه الدكتورة إيلزة ليختن شتيتر، ونشرته دائرة المعارف العثمانية، حيث يحتوي هذا الكتاب على 502 صفحة غير شاملة للملاحق.

## نبذة عامة
يُعد كتاب المحبر أحد أهم الكتب التي تناولت بشكل رئيسي موضوع "النسابة"، حيث تناول الكاتب أنساب العرب تحديداََ الأنساب التي كان لأصحابها دوراّّ مهماّّ، فتناولها الكتاب من مولد النبي محمد عليه السلام ومن ثم مراحل البعثة ووالدعوة والغزوات الإسلامية، وأيضاََ تناول هذا الكتاب في طياته العديد من الأحداث البارزة في الفترة التاريخية الإسلامية، وتاريخ أنساب من كان لهم صلة في النبي محمد.
يضُم هذا الكتاب العديد من الفصول التاريخية وفنوناً أدبية متنوعة، وليس في مكتبات العالم إلا النسخة التي تحتفظ بها مكتبة المتحف البريطاني

## نبذة عن المؤلف
هو "محمد بن حبيب بن أمية بن عمرو الهاشمي البغدادي"، الملقب بلقب "أبو جعفر البغدادي"، من موالي بني عباس المولود في مدينة بغداد، حيث توفي هذا المؤلف في سنة ( 245 ه / 859 م)، توفي بسامراء وكان في أول حياته معلماً لأولاد مولاه محمد بن العباس بن محمد الهاشمي.

## مواضيع الكتاب
بُعتبر كتاب المحبر من الكتب التي تناول العديد من المواضيع المختلفة، فقد تحدث عن المدد التي بين الأنبياء عليهم الصلاة والسلام، أعمار الأنبياء صلى الله عليهم، تاريخ العرب، مولد النبي صلى الله عليه وسلم، تسمية من أقام الحج وأسماء الخلفاء، أبناء القرشيات من الخلفاء، أبناء العربيات من الخلفاء، أبناء أمهات الأولاد من الخلفاء، رسل النبي صلى الله عليه وسلم إلى الملوك والأشراف، أزواج رسول الله صلى الله عليه وسلم، أسلاف رسول الله صلى الله عليه وسلم، غزوات النبي صلى الله عليه، قصة أبى كبشة، حكام العرب وأسماء نقباء بنى العباس ابن عبد المطلب.

## وصلات خارجية
- رابط الكتاب